# Јон Јунгрен
Јон Јунгрен (швед. John Artur Ljunggren; Форсхеда Вернамо, 9. септембар 1919 — Бор Вернамо, 13. јануар 2000) био је шведски атлетичар, специјалиста за брзо ходање на 50 км, један од најбољих ходача у историји тог спорта. Био је олимпијски победник и петоструги учесник на Летњих олимпијских игара, европски првак и петоструки учесник Европскиих првенстава. Титулу птвака Шведске освајао је 11 пута.
Jунгрен се навикаo на дугачке шетње као дете, заједно са својом браћом Вернерom и Гуннарo, јер нису имали бицикле. Био је познат по својој технику пешачења, и никада није био дисквалификован током својих 499 трка. На националном нивоу такмичио се и у бициклизму, оријентирингу, трчању и скијању.
Пет пута је обарао светске рекорде: 1951. и 1953. године на 50.000 м (до 4.29:58,0) и 30 км (до 4.21:11,0), а 1952. године на 30.000 м 2.27:42,0).
У току каријере учествовао је у 499 трка, од којих је подедио 315, 101 пут је био други и 33 трећи.

## Значајнији резултати
| Година | Такмичење          | Град                         | Дисциплина | Плас. | Дисциплина  | Рез.           | Белешка |
| ------ | ------------------ | ---------------------------- | ---------- | ----- | ----------- | -------------- | ------- |
| 1946.  | Европско првенство | Осло, Норвешка               | 50 км      |       | 4.38:20 РЕП |                |         |
| 1948   | Олимпијске игре    | Лондон, Уједињено Краљевство | 50 км      |       | 4.41:52     |                |         |
| 1950.  | Европско првенство | Брисел, Белгија              | 50 км      |       | 4.43:25     |                |         |
| 1952   | Олимпијске игре    | Хелсинки, Финска             | 50 км      | 9.    | 4.43:45,2   | [ мртва веза ] |         |
| 1954.  | Европско првенство | Берн, Швајцарска             | 50 км      | 4.    | 4.38:09,6   |                |         |
| 1956.  | Олимпијске игре    | Мелбурн, Аустралија          | 20 км      | 4.    | 1.32:24,0   |                |         |
| 1956.  | Олимпијске игре    | Мелбурн, Аустралија          | 50 км      |       | 4.35:02,0   |                |         |
| 1958.  | Европско првенство | Стокхолм, Шведска            | 50 км      | 9.    | 4.42:40,8   |                |         |
| 1960.  | Олимпијске игре    | Рим, Италија                 | 20 км      | 7.    | 1.37:59,0   |                |         |
| 1960.  | Олимпијске игре    | Рим, Италија                 | 50 км      |       | 4.25:47,0   |                |         |
| 1962.  | Европско првенство | Београд, ФНРЈ                | 50 км      | 4.    | 4.30:19,8   |                |         |
| 1964.  | Олимпијске игре    | Токио, Јапан                 | 20 км      | 7.    | 1.32:24,0   |                |         |
| 1964.  | Олимпијске игре    | Токио, Јапан                 | 50 км      | 16.   | 4.35:02,0   |                |         |